# 링귀
링귀(Linguee)는 수많은 이중 언어 문장 쌍을 포함하여 여러 언어 쌍에 대한 온라인 사전을 제공하는 온라인 병렬 색인 검색 엔진이다. 번역 보조 도구로서 링귀는 바벨피쉬와 같은 기계 번역 서비스와는 다르며, 기능 면에서는 번역 메모리와 더 유사하다. 링귀는 2008년 12월 쾰른에서 설립된 쾰른 기반의 DeepL SE (이전 DeepL GmbH 및 Linguee GmbH)에 의해 운영된다.

## 기술
링귀는 전문화된 웹 크롤러를 사용하여 인터넷에서 적절한 이중 언어 텍스트를 검색하고 이를 병렬 문장으로 나눈다. 식별된 짝지어진 문장은 사람이 훈련한 기계 학습 알고리즘에 의해 자동 품질 평가를 거쳐 번역 품질을 추정한다. 사용자는 퍼지 검색을 사용하여 쌍의 수를 설정하고, 이전 품질 보증 및 규정 준수를 통해 검색 결과에 접근하고 순위를 매길 수 있으며, 이는 검색어에 의해 영향을 받는다. 사용자는 수동으로 번역을 평가할 수도 있으므로 기계 학습 시스템이 지속적으로 훈련된다.

## 역사
링귀는 온라인 이중 언어 색인 검색 엔진을 개척했다. 그 배후의 개념은 2007년 가을 전 구글 직원 게레온 프랄링에 의해 고안되었고, 다음 해 레너드 핑크와 함께 개발되었다. 이 사업 아이디어는 2008년 독일 연방 경제 기술부가 설립한 공모전에서 대상에 선정되었다. 2009년 4월, 이 웹 서비스는 대중에게 공개되었다. 링귀는 쾰른에 본사를 둔 DeepL SE (이전 DeepL GmbH 및 Linguee GmbH)에 의해 운영된다.
2017년, 야로스와프 쿠티워스키를 중심으로 한 링귀 직원 팀은 7개 주요 유럽 언어를 번역할 수 있는 무료 번역 서비스인 DeepL 번역기를 개발하여 출시했다. 그 이후 DeepL은 점진적으로 확장되어 24개 언어와 552개 언어 쌍을 제공하게 되었다. 쿠티워스키의 제품(DeepL)에 대한 초점이 증가하면서, 프랄링은 2019년 회사에서 퇴사하기로 결정했다. 쿠티워스키는 2021년 회사를 Societas Europaea DeepL SE로 재편했다.

## 같이 보기
- 신경망 기계 번역
- 병렬말뭉치
- 번역 메모리

## 참고 문헌
- Katsnelson, Alla (2022년 8월 29일). 《Poor English skills? New AIs help researchers to write better》. 《Nature》 609. 208–209쪽. doi:10.1038/d41586-022-02767-9. PMID 36038730. S2CID 251931306.